# Mesoleptus raptor
Mesoleptus raptor là một loài tò vò trong họ Ichneumonidae.